# Cape Hatteras National Seashore
Cape Hatteras National Seashore is een beschermd kustgebied (een zogenaamde National Seashore) in de Outer Banks van de Amerikaanse staat North Carolina. Het park strekt zich over 110 km uit over de eilanden Bodie (vanaf Nags Head), Hatteras en Ocracoke (tot voorbij de gelijknamige plaats). Cape Hatteras National Seashore beslaat een oppervlakte van 122 km² en samen met het Pea Island Wildlife Refugee vormt het park een nagenoeg aaneengesloten natuurgebied, met uitzondering van de nederzettingen op de eilanden. Hoewel Cape Hatteras National Seashore al in 1937 werd uitgeroepen door het Congres, vond de officiële oprichting pas in 1953 plaats.

## Natuur

### Flora
De plantengroei op het strand is beperkt en wordt gedomineerd door Cakile edentula; de bedreigde soort Amaranthus pumilus kan hier ook voorkomen. De duinen zijn weelderiger begroeid en de vegetatie kent een grotere soortenrijkdom, met soorten als Uniola paniculata, Gaillardia pulchella en Opuntia pusilla. In de kwelders en bij de poelen groeien onder andere Typha domingensis, Schoenoplectus robustus en Solidago sempervirens. De oorspronkelijke vegetatie in de natte delen wordt bedreigd door de opkomst van riet (Phragmites australis). Deze exoot is door toedoen van de mens in het ecosysteem terechtgekomen en gedraagt zich als invasieve soort, die hele oppervlakten kan begroeien en geen ruimte laat voor andere soorten.
In het gebied komen daarnaast struwelen en bossen voor. Struwelen worden gekenmerkt door een dichte begroeiing en bestaan afzonderlijk vooral uit struiken van dezelfde soort, zoals Quercus virginiana, Juniperus virginiana en Ilex vomitoria. De bossen hebben een meer open karakter en het bladerdak wordt gedomineerd door Quercus virginiana en Pinus taeda, terwijl soorten als de Amerikaanse vogelkers (Prunus serotina) en Persea borbonia daaronder groeien. De bosbodem is vervolgens bedekt met bladeren en naalden dan wel kruidachtige planten zoals Eleocharis rostellata en de koningsvaren (Osmunda regalis). De naaldbossen zijn grotendeels aangeplant om te voorkomen dat het zand verstuift. Zowel de struwelen als de bossen kunnen overwoekerd zijn door verschillende klimplanten waaronder Ampelopsis arborea en de gifsumak (Rhus radicans).

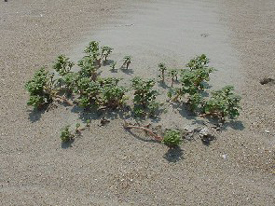
Amaranthus pumilus op het strand
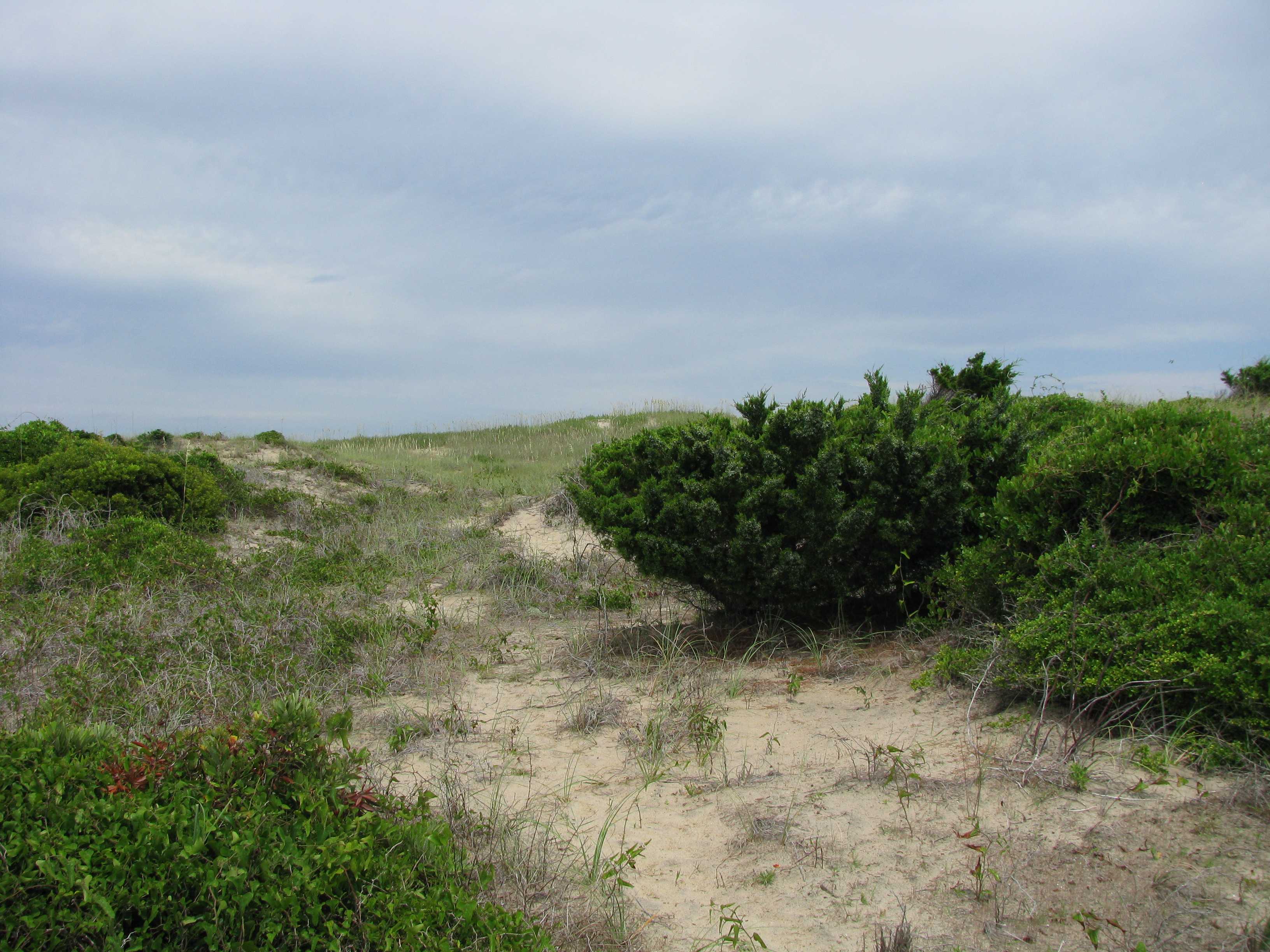
Duinvegetatie
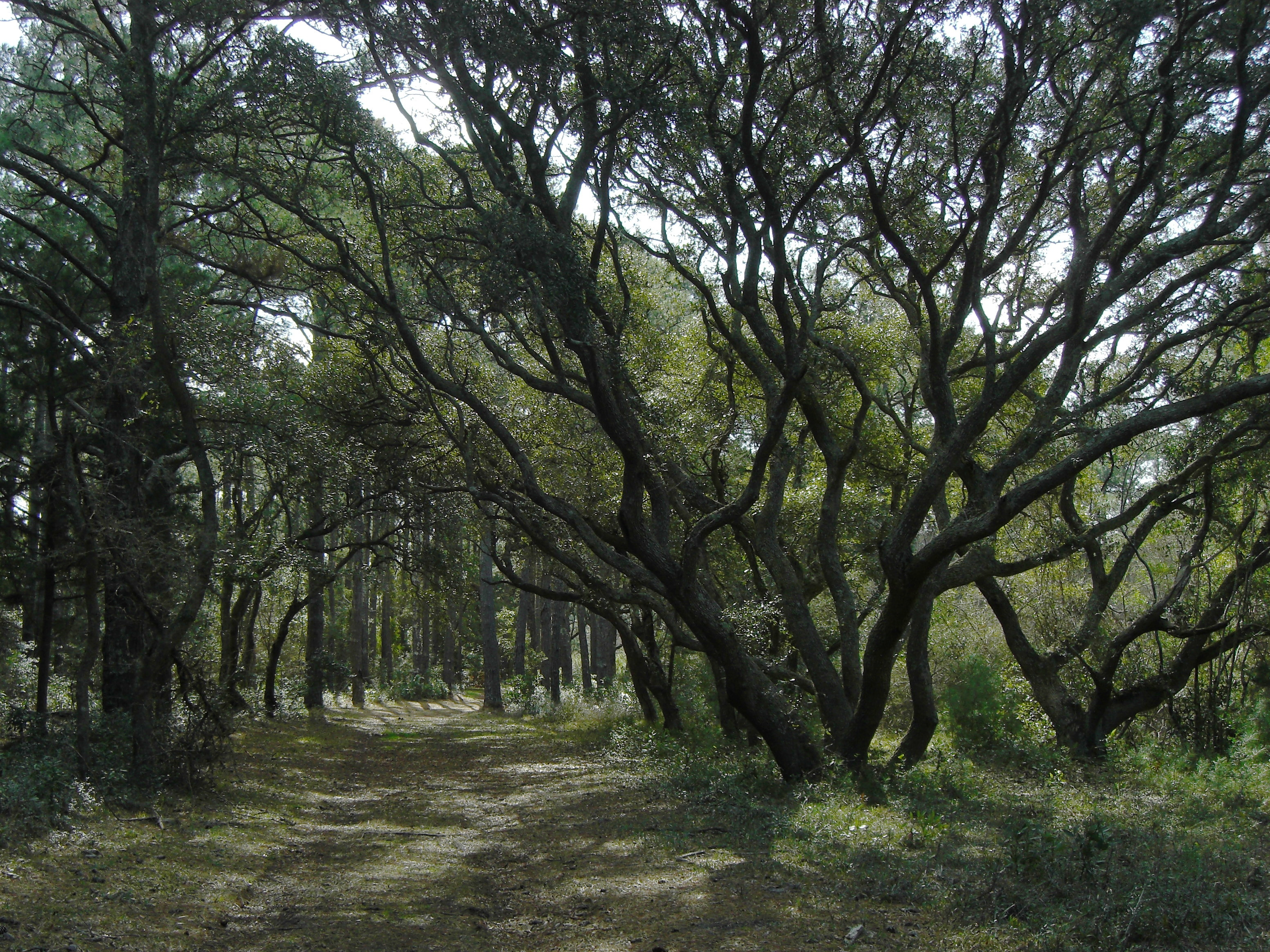
Bos met Quercus virginiana

### Fauna
Cape Hatteras National Seashore ligt aan een belangrijke migratieroute voor zowel watervogels als walvissen. De stranden en duinen dienen daarnaast als broedplaats voor verschillende wadvogels, zoals de visdief (Sterna hirundo), de Amerikaanse schaarbek (Rynchops niger), de Amerikaanse bonte scholekster (Haematopus palliatus) en de dwergplevier (Charadrius melodus). Zeeschildpadden zijn ook op het strand waargenomen en van de onechte karetschildpad (Caretta caretta) en de groene zeeschildpad (Chelonia mydas) is bekend dat ze er regelmatig nestelen.